# کمپلیانس ریوی
کمپلیانس ریوی یا انطباق تنفسی (به انگلیسی: Pulmonary compliance) میزان پاسخ‌گویی شش‌ها به نیاز بدن به اکسیژن موردنیاز است و به عبارتی دیگر قابلیت گسترده‌شدن شش‌ها و فضای سینه‌ای می‌باشد. این پارامتر می‌تواند در حالت استاتیک یا دینامیک مدنظر قرار گیرد.
«کمپلیانس استاتیک» به تغییر حجم شش‌ها در فشار اعمال‌شده، و «کمپلیانس دینامیک» به انطباق و پاسخ شش‌ها به حرکت واقعی هوا درون سیستم تنفسی گفته می‌شود. در روابط ریاضی محاسبهٔ کمپلیانس ریوی، به یک هیستری برخورد می‌کنیم و این نشان‌دهندهٔ تفاوت کمپلیانس حجمیِ شش‌ها در حالت دَم و در حالت بازدم است.

## محاسبه ریاضی کمپلیانس[۱]
کمپلیانس ریوی استاتیک با رابطه زیر بدست می‌آید و در آن ΔV تغییر حجم شش و ΔP تغییر فشار وارد بر شش‌ها است:
{\displaystyle C={\frac {\Delta V}{\Delta P}}}
برای مثال، اگر بیماری در اسپیرومتر۵۰۰ میلی لیتر هوا را تنفس کند درحالیکه فشار بین ششی در ابتدای دم ( ۵cm H۲O -)و در پایان دم این فشار ( ۱۰cm H۲O-) باشد :

{\displaystyle Compliance={\frac {\Delta V}{\Delta P}}={\frac {.5\;L}{(-5\;cmH_{2}O-(-10\;cmH_{2}O))}}={\frac {.5\;L}{5\;cmH_{2}O}}=0.1\;L\;\times \;cmH_{2}O^{-1}}
کمپلیانس دینامیک، کوچکتر یا برابر کمپلیانس استاتیک است و در رابطه زیر جاییکه CD 
مقدار کمپلیانس دینامیک و VT حجم کشند; PIP فشار پیک دم; PEEP انتهای مثبت فشار بازدم(Positive End Expiratory Pressure)باشد:

{\displaystyle CD={\frac {VT}{PIP-PEEP}}}

## مفاهیم کلینیکال و پزشکی
کمپلیانس از مهم‌ترین کاربردها در فیزیولوژی سیستم تنفسی محسوب می‌شود.
- فیبروز با کاهش کمپلیانس همراه است.
- آمفیزم با افزایش کمپلیانس بواسطه از دست رفتن آلوئول همراه است.
- در پرستاری بیماران تنفسی، محاسبه کمپلیانس از پارامترهای مهم محسوب میگردد.

سورفکتانت ریوی، چه از نوع اندوژن و چه به صورت داروهایی مانند سوروانتا، برکسورف و کروسورف، کمپلیانس را با کاهش کشش سطحی آب، افزایش می‌دهد.سطح داخلی آلوئول با یک پوشش نازک از مایع پوشانده شده‌است. نفوذ آب در سورفاکتانت که دارای کشش سطحی بالا بوده٬ نیرویی ایجاد می‌کند که منجر به کلاپس آلوئول(پنوموتوراکس)گردد. حضور سورفاکتانت در این مایع، کشش سطحی آب را می‌شکند و احتمال کلاپس از بین میرود. در صورت کلاپس یا بسته شدن یک کیسه هوایی، نیرویی بسیار زیاد برای بازکردن دوباره آن لازم است و این بدان معنیست که کمپلیانس بشدت کاهش خواهد یافت.

## مفهوم کمپلیانس غیرطبیعی
کمپلیانس کم، به مفهوم ریه سفت شده و کار بیشتر ریه برای دریافت حجم هوای مورد نیاز است مانند فیبروز ریه.
کمپلیانس زیاد، مثلاً در آمفیزم و بیماری مزمن انسدادی ریه، یعنی کم شدن الاستیسیته بافت ششها بخاطر بیش از اندازه تحت کشش قرار گرفتن آن.

## موارد منجر به کم شدن کمپلیانس[۵]
- خوابیدن به پشت (طاق باز)
- اعمال جراحی- لاپاراسکوپی
- بیماری‌های حاد ریوی
- بیماری‌های مزمن ریوی
- هیدروتوراکس (انباشته شدن مایع سروزی در حفره ریه)
- پنوموتوراکس(انباشته شدن هوا در فضای خلاء جنب)